# Маґерова-Воля
Маґерова-Воля (пол. Magierowa Wola) — село в Польщі, у гміні Варка Груєцького повіту Мазовецького воєводства.
Населення — 209 осіб (2011).
У 1975-1998 роках село належало до Радомського воєводства.

## Демографія
Демографічна структура станом на 31 березня 2011 року:
|          | Загалом | Допрацездатний вік | Працездатний вік | Постпрацездатний вік |
| -------- | ------- | ------------------ | ---------------- | -------------------- |
| Чоловіки | 101     | 23                 | 65               | 13                   |
| Жінки    | 108     | 21                 | 62               | 25                   |
| Разом    | 209     | 44                 | 127              | 38                   |